# خباط شائع
الخباط الشائع أو اللِسَان أو الضَرَّاب (الاسم العلمي: Chirocentrus dorab) (بالإنجليزية: Dorab wolf-herring)‏ هو نوع من الأسماك يتبع جنس الخباط من فصيلة الخباطات. ذكره العالم فورسكال ، ولعل صواب لفظة ضرّاب هي دُرُبّ  وهو اسم السمك الذهبي عند العرب المعروف ب(Goldfish) في الإنجليزية.

## المواطن
في المحيطين الهندي والهادئ : ومن المحتمل في المياه الساحلية الدافئة من البحر الأحمر وشرق إفريقية إلى جزر سليمان ، وأيضاً من شَمال إلى جَنوب اليابان ومن جنوب إلى شمال أستراليا ، وهناك تقارير عن وجوده في تونغا.